# Louise Jallu
Louise Jallu (* 29. April 1994 in Gennevilliers, Hauts-de-Seine) ist eine französische Jazz- und Weltmusikerin (Bandoneon, Komposition).

## Leben und Wirken
Jallu, die in einer musikbegeisterten Familie aufwuchs, begann mit dem Bandoneon im Alter von fünf Jahren am Konservatorium von Gennevilliers. Sie erhielt Unterricht bei César Stroscio und Juan José Mosalini. Parallel dazu studierte sie Harmonielehre, Analyse und Komposition, insbesondere bei dem Komponisten Bernard Cavanna, mit dem sie später zusammenarbeitete.
Jallu spielte Solokonzerte und gründete ihre eigenen Formationen, darunter ihr Quartett mit Mathias Lévy an der Violine, Grégoire Letouvet am Klavier und Alexandre Perrot. Ihr Debütalbum Francesita erforschte mit ihrem Quartett und den Gästen Claude Tchamitchian, Tomas Gubitsch und Claude Barthélémy die Frauen im argentinischen Tango. Dem Tango Nuevo widmete sie ihr zweites Album Piazzolla (2021), das sie auch in Konzerten mit Médéric Collignon und Gustavo Beytelmann vorstellte. 2024 erschien ihr drittes Album Jeu, das sich mit der europäischen Tradition von Johann Sebastian Bach über Alban Berg bis hin zu Georges Brassens auseinandersetzte; mit ihrem Quintett stellte sie das Album bei der Internationalen Jazzwoche Burghausen 2025 vor. Sie ist zudem auf dem Album Caméléon von Thierry Maillard zu hören.
Weiterhin wirkt Jallu als Professorin für Bandoneon und Tango-Kammermusik am Konservatorium von Gennevilliers.

## Preise und Auszeichnungen
Jallu erhielt den 2. Preis beim Internationalen Wettbewerb von Klingenthal im Alter von 16 Jahren in der Kategorie „Bandonéon Solo“ und ist Preisträgerin der Fondation Lagardère in der Kategorie „Klassische Musik & Jazz“ 2019. 2021 wurde sie nominiert für Les Victoires du Jazz in der Kategorie „Révélation“ (Frank-Ténot-Preis) und vom Jazz Magazine zu einer der besten Musikerinnen des Jahres 2021 gewählt. 2022 war sie Artist in Residence in der Villa Medici (Académie de France à Rome).